# 三谷晃代
三谷 晃代（みたに てるよ、1959年10月8日 - ）は、主に1970年代後期から1980年頃に活動していた日本の歌手、元タレント。愛称はテッチ。
ホリプロに所属していた。

## 来歴・人物
北海道江別市出身。1975年6月に地元北海道の歌謡学院に通い始める。そこでの3回目のレッスンの時にフジテレビのオーディション番組『君こそスターだ!』の出場者を捜しに来ていた千家和也、浜圭介（二人とも同番組で審査員を務めていた）に誘われ同番組に出場、そこでスカウトされ芸能界入り、1976年11月5日発売のシングル『絶交』で歌手デビュー。デビュー翌年の1977年に上京し、堀越高等学校に転校。レコードリリースは1977年を最後にストップするが、その後も女優などの活動は継続。1980年頃に活動を停止するが、2016年12月21日にアルバム『想い出のファースト・キッス』がCDとして再発売されたのをきっかけに、ライブ活動を再開。
身長156cm。クリっとした目がトレードマークといわれていた。中学3年間の部活はバスケットボール部、この他にバレーボールも好きなスポーツだった。デビュー当時、趣味はペナント集めで全国各地のものを200枚持っていると話していたことがある。

## ディスコグラフィー

### シングル
| 発売日        | レーベル | 面 | タイトル                   | 作詞     | 作曲     | 編曲         |
| ------------- | -------- | -- | -------------------------- | -------- | -------- | ------------ |
| 1976年11月5日 | 東芝EMI  | A  | 絶交                       | 千家和也 | 佐瀬寿一 | 船山基紀     |
| 1976年11月5日 | 東芝EMI  | B  | 天使の涙は雨になる         | 千家和也 | 佐瀬寿一 | 船山基紀     |
| 1977年3月5日  | 東芝EMI  | A  | 友達の恋人                 | 千家和也 | 佐瀬寿一 | 船山基紀     |
| 1977年3月5日  | 東芝EMI  | B  | 転校                       | 千家和也 | 佐瀬寿一 | 船山基紀     |
| 1977年5月20日 | 東芝EMI  | A  | ひい・ふう・みい           | 島武実   | 実川俊   | 矢野立美     |
| 1977年5月20日 | 東芝EMI  | B  | あいつ                     | 島武実   | 実川俊   | 矢野立美     |
| 1977年10月5日 | 東芝EMI  | A  | 想い出のファースト・キッス | 浜田省吾 | 浜田省吾 | 渡辺エジソン |
| 1977年10月5日 | 東芝EMI  | B  | ボーイ・フレンド           | 浜田省吾 | 浜田省吾 | 渡辺エジソン |

### アルバム
「想い出のファースト・キッス」（1977年11月5日／LP:TP-72280）
- SIDE A

1. 想い出のファースト・キッス
作詞：浜田省吾／作曲：浜田省吾／編曲：渡辺エジソン
2. 転校
作詞：千家和也／作曲：佐瀬寿一／編曲：船山基紀
3. 恋は1/4オンス
作詞：島武実／作曲：佐瀬寿一／編曲：船山基紀
4. 友達の恋人
作詞：千家和也／作曲：佐瀬寿一／編曲：船山基紀
5. 七月のバレンタイン
作詞：高田ひろお／作曲：山中宣正／編曲：あかのたちお
6. あいつ
作詞：島武実／作曲：実川俊／編曲：矢野立美

- SIDE B

1. 絶交
作詞：千家和也／作曲：佐瀬寿一／編曲：船山基紀
2. ボーイ・フレンド
作詞：浜田省吾／作曲：浜田省吾／編曲：渡辺エジソン
3. ニャンコの書いたラブレター
作詞：高田ひろお／作曲：佐瀬寿一／編曲：船山基紀
4. 夏の浜辺
作詞：高田ひろお／作曲：山中宣正／編曲：あかのたちお
5. 天使の涙は雨になる
作詞：千家和也／作曲：佐瀬寿一／編曲：船山基紀
6. ひい・ふう・みい
作詞：島武実／作曲：実川俊／編曲：矢野立美

- 2016年12月21日にSOLID RECORDSよりCD化されて発売。

## 出演

### テレビドラマ
- 怪人二十面相（フジテレビ、大映テレビ）- 明智英子 役
- 燃えろアタック（テレビ朝日、東映）- 鈴木美智子 役
- 特捜最前線（テレビ朝日、東映）- 第173話『レイプ・恐怖の自転車置場!』（1980年8月13日放送）

### 映画
- ブラック・ジャック（ホリ企画、東宝　1977年11月26日公開）- テニス部員・洋子 役

### バラエティ
- 霊感ヤマカン第六感（朝日放送）